# Villebois-Lavalette
Villebois-Lavalette település Franciaországban, Charente megyében. Lakosainak száma 718 fő (2022. január 1.). Villebois-Lavalette Blanzaguet-Saint-Cybard, Gurat, Ronsenac, Magnac-lès-Gardes és Champagne-et-Fontaine községekkel határos.

## Népesség
A település népessége az elmúlt években az alábbi módon változott:
| Lakosok száma | 663  | 749  | 765  | 775  | 749  | 755  | 744  | 717  | 714  | 718  |
|               | 1968 | 1982 | 1990 | 2006 | 2013 | 2015 | 2017 | 2019 | 2020 | 2022 |